# Oulu (provincie)
Provincia Oulu (finlandeză Oulun lääni, suedeză Uleåborgs län) este o provincie din Finlanda. Are graniță cu provinciile Laponia, Finlanda de Vest și Finlanda de Est. Se învecinează de asemenea cu Golful Botnia.
Capitala provinciei este Oulu. Laponia este formată după reorganizarea din 1997 din provincia abolită  Ostrobotnia.
1. ↑  Uleåborgs län, Förvaltningshistorisk ordbok